# Tyler County, West Virginia
Tyler County är ett administrativt område i delstaten West Virginia, USA, med 9 208 invånare. Den administrativa huvudorten (county seat) är Middlebourne. 

## Geografi
Enligt United States Census Bureau har countyt en total area på 675 km². 667 km² av den arean är land och 8 km² är vatten. 

### Angränsande countyn
- Wetzel County - nordost
- Doddridge County - sydost
- Ritchie County - sydväst
- Pleasants County - väst
- Washington County, Ohio - väst
- Monroe County, Ohio - nordväst